# Fromohio
Albums de Firehose
If'n
(1987) Flyin' the Flannel
(1991)
Fromohio est un album de Firehose, sorti en 1989.

## L'album
Il fait partie des 1001 Albums You Must Hear Before You Die. 

### Titres
Tous les titres sont de Mike Watt, sauf mentions. 
1. Riddle of the Eighties (2:00)
2. In My Mind (Ed Crawford) (2:16)
3. Whisperin' While Hollerin' (2:04)
4. Vastopol (traditionnel, adapt. Ed Crawford) (1:24)
5. Mas Cojones (2:02)
6. What Gets Heard (2:19)
7. Let the Drummer Have Some (George Hurley) (0:59)
8. Liberty for Our Friend (Kira Roessler, Mike Watt)  (2:06)
9. Time With You (Ed Crawford) (3:13)
10. If’n (3:14)
11. Some Things (2:43)
12. Understanding (Ed Crawford, Kira Roessler)  (3:12)
13. 'Nuf That Shit, George (George Hurley) (0:46)
14. The Softest Hammer (3:03)

### Musiciens
- Ed Crawford : guitare, voix
- George Hurley : batterie
- Kira Roessler : voix, guitare
- Mike Watt : basse, voix